# São Roberto
São Roberto este un oraș în unitatea federativă Maranhão (MA), Brazilia.